# Timokten
Timokten (em árabe: ﺗﻤﻘﺘﻦ) (também soletrado Timoktene, Timekten ou Tamekten) é uma cidade e comuna localizada no distrito de Aoulef, na província de Adrar, no centro-sul da Argélia. Em 2008, sua população era de 18 598 habitantes.